# جسیکا کارن
جسیکا کارن (به انگلیسی: Jessica Karen Szohr) یک بازیگر امریکایی - آفریقایی می باشد. او کار در سینما را با نمایش های تلویزیونی شروع کرد.
او همچنین در فیلم های عشق، عروسی، ازدواج، من نمیدونم، پیرانا، عمو نینو، تپانچه ۱۰ سنت، درخشان‌ترین ستاره و گروگان بازی کرده است.